# Bromus diandrus
Bromus diandrus é uma espécie de planta com flor pertencente à família Poaceae. 
A autoridade científica da espécie é Roth, tendo sido publicada em Botanische Abhandlungen und Beobachtungen 44. 1787.
Os seus nomes comuns são espigão, fura-capa, saruga ou seruga.

## Portugal
Trata-se de uma espécie presente no território português, nomeadamente em Portugal Continental, no Arquipélago dos Açores e no Arquipélago da Madeira.
Em termos de naturalidade é nativa de Portugal Continental e no Arquipélago da Madeira e introduzida no Arquipélago dos Açores.

## Protecção
Não se encontra protegida por legislação portuguesa ou da Comunidade Europeia.